# Feliks Władysław Starczewski

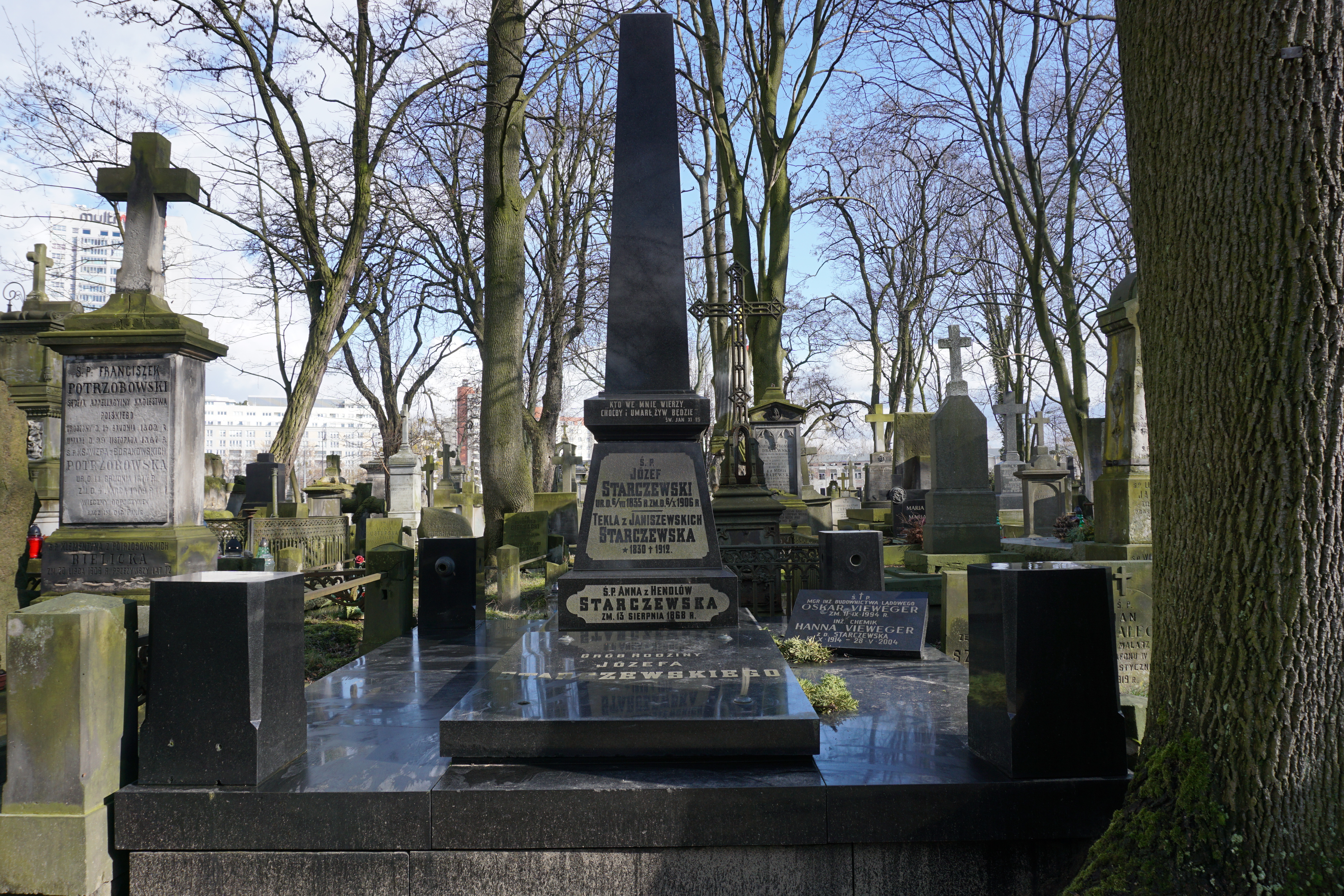
Grób Feliksa Władysława Starczewskiego na cmentarzu Powązkowskim

Feliks Władysław Starczewski ps. Jan Tetera (ur. 27 maja 1868 w Warszawie, zm. 29 listopada 1945 tamże) – polski kompozytor, pianista, pedagog i publicysta muzyczny.

## Życiorys
Studiował na Konserwatorium Warszawskim kompozycję u Antoniego Sygietyńskiego i teorię u Zygmunta Noskowskiego, potem kompozycję u Engelberta Humperdincka w Berlinie oraz u Vincenta d’Indy w Paryżu, a także muzykologię u Heinricha Bellermanna, Oskara Fleischera i Maxa Friedlaendera w Berlinie.
W latach 1919–1944 był kierownikiem w klasie fortepianu dodatkowego w Konserwatorium Warszawskim, w 1928 otrzymał tytuł profesora. Od 1895 działał w Warszawskim Towarzystwie Muzycznym im. Stanisława Moniuszki jako współzałożyciel sekcji im. Chopina (1899), kustosz sekcji im. Moniuszki (1903), wiceprezes (od 1906), prezes (1909–1913), członek zarządu (1920–1933) oraz kustosz Biblioteki WTM (1903, 1920–1933). 
Był cenionym akompaniatorem i kameralistą, występował w Warszawie i na prowincji. Skomponował m.in. operę dziecięcą Taniec Kwiatów (1915), utwory na orkiestrę symfoniczną, dwie sonaty fortepianowe, wariacje na fortepian i pieśni. Był autorem wielu opracowań z dziedziny historii muzyki zamieszczanych w „Kwartalniku Muzycznym”, „Muzyce”, „Słowniku biograficznym PAU”.
Pochowany na cmentarzu Powązkowskim w Warszawie (kwatera 180-6-9/10).

## Wybrane dzieła
- Die polnischen Tänze (1901)
- Schola cantorum oraz Wincenty d’Indy jako pedagog (1905)
- Z muzyki: luźne uwagi i notatki (1906)
- Działalność muzyczna Jana Karłowicza: jej charakterystyka i ocena (1907)
- Konserwatorium muzyczne w Warszawie, zarys historii i działalności (1937, 2 wydania pol. I franc.)
- Nasza Ojczyzna: 20 piosenek dla dzieci na 1, 2 lub 3 głosy (1918)
- Flis: Uwertura na orkiestrę (1898)
- Pieśni skautów: śpiewy i deklamacje dla harcerzy polskich (1916)